# Abrašica
Abrašica ali abraščica (znanstveno ime Artemisia abrotanum) je zdravilna rastlina iz rodu pelina, ki je razširjena tudi v Sloveniji.

## Opis
Rastlina je trajnica, visoka do 1 metra, izvira pa iz osrednje Azije. Listi abrašice so suličasti, po zgornji strani goli, po spodnji pa poraščeni s kratkimi, gostimi sivimi dlačicami. Rastlina cveti od avgusta do oktobra, njeni cvetovi pa so bledo rumeni okrogli koški. Steblo je pokončno. Celotna rastlina ima vonj po citronki in je izjemno grenkega okusa..

## Zdravilne lastnosti
V ljudskem zdravilstvu so pripravke iz abrašice uporabljali pri prebavnih motnjah, pri želodčnem in črevesnem katarju, pri vnetjih in okužbah. Poleg tega pospešuje izločanje pota in seča. Pomaga tudi proti slabokrvnosti, kašlju, pomanjkanju apetita in driski. Zunanje se uporablja tudi za obkladke pri udarninah in ozeblinah. Iz abrašice so nekoč pridobivali tudi rumeno barvilo za barvanje volne, rastlino samo pa za odganjanje moljev.